# Laduz
Laduz korábbi község (település) Franciaországban, Saône-et-Loire megyében. 2016. január 1-jén Guerchy, Neuilly és Villemer községgel egyesült és Valravillon új község része lett.
Lakosainak száma 292 fő (2018. január 1.). Laduz Senan, Aillant-sur-Tholon, Fleury-la-Vallée, Guerchy, Poilly-sur-Tholon és Villiers-sur-Tholon községekkel határos.

## Népesség
A település népességének változása:
| Lakosok száma | 197  | 180  | 217  | 216  | 204  | 304  | 328  | 322  | 321  | 292  |
|               | 1962 | 1968 | 1975 | 1982 | 1990 | 2008 | 2013 | 2015 | 2017 | 2018 |